# Горіле Болото
Горіле Болото (біл. Гарэлае Балота) — історичний район Гомеля, на місці якого зараз знаходиться вулиця Перемоги. Тут було справжнє болото з густими заростями болотних рослин і кущів. По болоту люди їздили на човнах, використовуючи його як засіб спілкування між маленькими кривими вуличками. Головною серед них була Поштова.

## Історія
В кінці XIX — початку XX століття Горіле Болото було справжнім болотом. Але в доісторичні для міста часи на його місці було велике озеро — ймовірна післяльодовикова водойма. Піщані осадові породи, принесені в останню льодовикову епоху, легко вимивалися кількома струмками або невеликими річками, які витікали з озера. 3 плином часу русла цих водотоків перетворилися на значні яри, особливо глибокі і круті на схилах високого правого берега річки Сож.
В період Великої Вітчизняної війни була місцем звозу підбитої техніки. Після війни було висушене і на його місці побудовано вулицю Перемоги і вокзал.